# Stezkou po stopách dobrého vojáka Švejka
Stezka „Po stopách příhod dobrého vojáka Švejka/Szlak śladami dobrego wojaka Szwejka“ je mezinárodní cyklotrasa. Vede ze slovenského Humenného přes Medzilaborce a skrze hraniční přechod v obci Radoszyce, pokračuje dále do Polska přes Sanok až do dalšího hraničního přechodu v Krościenku, zda cyklotrasa poprvé vstupuje na Ukrajinu, kde dále pokračuje přes Chyriv a Dobromyl zpět do polského Przemyślu a následně podruhé zpátky na Ukrajinu do Lvova právě po místech, která popsal Jaroslav Hašek v románu Osudy dobrého vojáka Švejka.
Polská část z Radoczyc do Krościenka byla oficiálně otevřena v říjnu r. 2004 a dostala oficiální označení R-63. Značení cyklotrasy je zelené ale dále je doplněno žluto-černými značkami (barvy habsburského rodu), na trase je umístěno cca 20 informačních tabulí informujících o Švejkově pobytu a souvislosti s historií Haliče z dob Rakouska-Uherska. Dále ji též doplňuje cca 80 Švejkových citátů v týchž barvách. Polská část cyklotrasy vede převážně po zpevněných cestách a měří cca 108 km.
Slovenská část z Humenného přes Medzilaborce na hraniční přechod Radoszyce byla vyznačena v roce 2014. Měří 58 kilometrů a dostala oficiální číselné označení 5880. Je značena taktéž zelenou barvou. V plánu je další pokračování cyklotrasy směrem do Maďarska.
Ukrajinská část navazuje na polskou část trasy a vede od hraničního přechodu v Krościenku přes Chyriv a Dobromyl zpět do Polska aby se následně vrátila zpátky na Ukrajinu a vedla směrem do Lvova.
Ačkoliv se celá trasa snaží věrně kopírovat cestu Josefa Švejka, mezi Lupkovským průsmykem a Sanokem se skutečná trasa od té literární odchyluje - Švejk ji v románu projel vlakem. Pro cyklisty je trasa vedena alternativní cestou údolím řek Oslawy a Oslawicí. Podobně je to i u trasy z Przemyślu přes Chyriv do Lvova, kterou Švejk také zdolal vlakem.
Po cestě můžete najít v Humenném a Medzilaborcích na nádražích a dále v Sanoku, Przemyślu, Dobromylu a ve Lvově v centrech měst Švejkovy sochy. O víkendech během července a srpna navíc můžete využít speciální přímý vlakový spoj Voják Švejk/Wojak Szwejk, který jednou denně spojuje Řešov a Medzilaborce. V sobotu toto spojení ještě doplňuje vlak z Medzilaborců do Sanoku a zpět. Ve vlacích je možnost přepravy kol.. 